# 12859 Marlamoore
12859 Marlamoore este un asteroid din centura principală de asteroizi.

## Descriere
12859 Marlamoore este un asteroid din centura principală de asteroizi. A fost descoperit pe 18 mai 1998 la Stația Anderson Mesa în cadrul programului LONEOS. Asteroidul prezintă o orbită caracterizată de o semiaxă mare de 2,29 ua, o excentricitate de 0,18 și o înclinație de 3,4° în raport cu ecliptica.